# Cap del Joncar
El Cap del Joncar és una muntanya de 1.154 metres que es troba al municipi de Bagà, a la comarca catalana del Berguedà.